# Лангош, Йожа
Йожа Лангош (венг. Lángos Józsa; 31 августа 1911, Татабанья — 17 мая 1987) — первая венгерская шахматистка международного класса; международный мастер (1950).
Многократная чемпионка Венгрии. Участница соревнований на первенство мира: Москва 1949/1950, турнир на первенство мира) — 10—11-е места; Москва (1952, турнир претенденток) — 8—10-е (с О. Рубцовой и Ш. Шоде де Силан); Лейпциг (1954, зональный турнир) — 10-е место.

## Изменения рейтинга
| Графики недоступны из-за технических проблем. См. информацию на Фабрикаторе и на mediawiki.org. |